# Municipio de Salcajá
Municipio de Salcajá är en kommun i Guatemala.   Den ligger i departementet Departamento de Quetzaltenango, i den sydvästra delen av landet, 100 km väster om huvudstaden Guatemala City.